# Fazendă

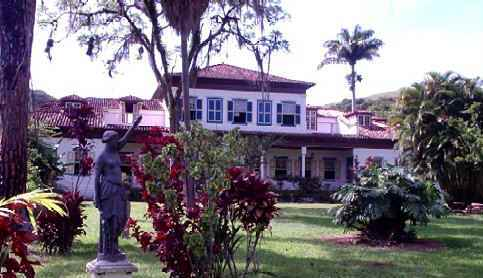
O fazendă tipică braziliană.

O fazendă (din portugheză fazenda— „fermă”) este o plantație de cafea, de cacao, de trestie de zahăr, ș.a.m.d., din Brazilia.
Fazendele au apărut între 1840-1840 și au fost create după modelul haciendelor din țările vecine hispanofone.
Au creat o oportunitate pentru a dezvolta exportul brazilian, dar de asemenea au cauzat intensificarea sclavagismului acolo.